# Rubén Xaus
Rubén Xaus, (San Cugat del Vallés, Barcelona, 18 de febrero de 1978) es un expiloto profesional de motociclismo. Hasta 2011 participó en el campeonato mundial de Superbikes, conocido como SBK.

## Biografía
Su padre, quien compitió en carreras amateur de bicicleta de montaña, entregó a Rubén Xaus su primera motocicleta a la edad de cinco años. Le regaló una Montesa Cota 25 (de 49cc). Con catorce años participó en carreras de ciclismo de montaña, pero su padre le convenció para que compitiera en carreras sobre carretera. Rubén Xaus tomó parte del Campeonato de Cataluña de 125cc, competición Solo Moto de 125cc. Ese mismo año obtuvo la victoria en el Campeonato Supermoto de Cataluña 80cc.
En 1994 compitió en las series del Abierto Ducados Supersport en España, finalizando en el 17.º puesto, mejorando hasta el tercer puesto el siguiente año. En 1995 entró en el trofeo FIM Thunderbike y concursó como piloto de pruebas en 4 Gran Premios de 250cc. Xaus finalizó sexto en Thunderbike en 1996. En 1997 participó en el World Supersport acabando en el puesto 17.º.
En 1998 participó en las series Pro-Superbike de Alemania, acabando sexto, con la clara intención de prepararse para el campeonato mundial de Superbike. En 1999 acabó quinto en el Campeonato Mundial Supersport, obteniendo su primera victoria en el circuito de Misano. En 2000 pilotó un moto oficial Ducati de Supersport, acabando séptimo y obteniendo una victoria.
En 2001 se marchó al equipo de superbike de la fábrica Ducati teniendo como compañero el entonces campeón Troy Bayliss. En la segunda ronda, fue el primer español en obtener una victoria en el Campeonato Mundial de Superbikes. Ese año finalizó sexto en el campeonato. En 2002 acabó sexto también.
2003 supuso su mejor temporada en el mundial de Superbikes ya que consiguió quince podios y siete victorias, lo que le valió para ser subcampeón por detrás de su compañero en el equipo oficial Ducati, Neil Hodgson.
Xaus hizo su primera participación en el Campeonato Mundial de MotoGP en 2004 como parte del equipo satélite de Ducati, el equipo D'Antin. El equipo tenía problemas con los fondos y no podía afrontar el coste para hacer pruebas, pero Xaus se adaptó mejor a la situación que su compañero Hodgson. Obteniendo algunos puntos y un podio-debut en Catar no dejó escapar el título de Rookie of the Year (novato del año) obteniendo el puesto 11 en el campeonato. En 2005 cambió de equipo y se fue al equipo Fortuna Yamaha para pilotar con su amigo Toni Elías. Una mayor entrega de potencia y un chasis difícil junto con la forma de pilotar de Xaus, hicieron que pareciera un piloto diferente al del 2004, produciéndose numerosas caídas.
Para 2006 volvió al campeonato de Superbikes como piloto para el nuevo equipo satélite de Ducati, el equipo Sterilgarda Berik, junto con Marco Borciani. Obtuvo un par de vueltas rápidas, pero su rápidas cargas a menudo acabaron en accidentes, acabando el campeonato en un decimocuarto puesto.
En marzo de 2007 Xaus se casó con su novia y compañera Mariona. La boda tuvo lugar en Andorra, donde la pareja vivía con su hija Julia, nacida en noviembre de 2006. En enero de 2009 tuvieron su segunda hija, Paula.
Acabó la Temporada 2007 de Superbikes en sexto lugar con un total de 201 puntos (justo detrás del excampeón mundial Troy Corser), marcando una victoria en Valencia.
La temporada 2008 Rubén Xaus fue compañero de Max Biaggi, pilotando una Ducati 1098RS para el equipo Sterilgarda GoEleven.
Durante la temporada 2009 es compañero del australiano Troy Corser en el equipo oficial BMW Motorrad Motorsport.

## Datos personales
- Residencia: Andorra
- Altura: 183 cm
- Peso: 72 kg
- Estado: Casado con Maria, con dos hijas.
- Aficiones: Hacer deporte, montar en moto

## Palmarés
- 2009: Campeonato mundial de Superbikes, equipo BMW Motorrad Motorsport, BMW S1000RR
- 2008: 10.º, Campeonato mundial de Superbikes, equipo Sterilgarda Go Eleven, Ducati 1098 RS08
- 2007: 6.º, Campeonato mundial de Superbikes, equipo Sterilgarda Berik, Ducati 999 F06
- 2006: 14.º, Campeonato mundial de Superbikes, equipo Sterilgarda Berik, Ducati 999
- 2005: 16.º, Campeonato mundial de MotoGP, equipo Fortuna Yamaha Tech3, Yamaha YZR-M1
- 2004: 11.º, Campeonato mundial de MotoGP, equipo D'Antin, Ducati Desmosedici
- 2003: 2.º, Campeonato mundial de Superbikes, equipo Works Ducati 999
- 2002: 6.º, Campeonato mundial de Superbikes, equipo Works Ducati 998
- 2001: 6.º, Campeonato mundial de Superbikes, equipo Works Ducati 916
- 2000: 7.º, Campeonato mundial de Supersport, equipo Works Ducati 748
- 1999: 5.º, Campeonato mundial de Supersport
- 1998: 51.º, Campeonato mundial de Supersport
- 1997: 17.º, Campeonato mundial de Superspor

## Resultados

### Campeonato del Mundo de Motociclismo
Sistema de puntuación de 1993 hasta 2022:
| Posición | 1.º | 2.º | 3.º | 4.º | 5.º | 6.º | 7.º | 8.º | 9.º | 10.º | 11.º | 12.º | 13.º | 14.º | 15.º |
| Puntos   | 25  | 20  | 16  | 13  | 11  | 10  | 9   | 8   | 7   | 6    | 5    | 4    | 3    | 2    | 1    |

#### Por temporada
(Carreras en negrita indica pole position, carreras en cursiva indica vuelta rápida)
| Temp. | Cat.   | Moto   | 1       | 2       | 3      | 4      | 5      | 6      | 7      | 8      | 9       | 10      | 11      | 12      | 13      | 14     | 15     | 16      | 17     | Pos  | Pts |
| ----- | ------ | ------ | ------- | ------- | ------ | ------ | ------ | ------ | ------ | ------ | ------- | ------- | ------- | ------- | ------- | ------ | ------ | ------- | ------ | ---- | --- |
| 1995  | 250cc  | Honda  | AUS     | MAL     | JPN    | SPA    | GER    | ITA    | NED    | FRA    | GBR Ret | CZE 23  | RÍO 16  | ARG Ret | EUR Ret |        |        |         |        | NC   | 0   |
| 2004  | MotoGP | Ducati | RSA Ret | ESP Ret | FRA 14 | ITA 5  | CAT 6  | NED 7  | RÍO 12 | GER 11 | GBR 11  | CZE Ret | POR Ret | JPN 9   | QAT 3   | MAL 13 | AUS 11 | VAL Ret |        | 11.º | 77  |
| 2005  | MotoGP | Yamaha | SPA 18  | POR 10  | CHN 10 | FRA 12 | ITA 14 | CAT 10 | NED 12 | USA 11 | GBR Ret | GER 13  | CZE 18  | JPN 10  | MAL 15  | QAT 14 | AUS 12 | TUR 14  | VAL 15 | 16.º | 52  |

### Campeonato Mundial de Supersport

#### Carreras por año
| Temp. | Moto   | 1       | 2       | 3       | 4      | 5       | 6       | 7       | 8       | 9       | 10     | 11      | Pos  | Pts |
| ----- | ------ | ------- | ------- | ------- | ------ | ------- | ------- | ------- | ------- | ------- | ------ | ------- | ---- | --- |
| 1997  | Honda  | SMR Ret | GBR Ret | GER 19  | ITA 14 | EUR 12  | AUT 15  | NED Ret | GER DNS | SPA 15  | JPN 15 | INA 5   | 17.º | 20  |
| 1999  | Yamaha | RSA Ret | GBR Ret | SPA Ret | ITA 2  | GER Ret | SMR 1   | USA 23  | EUR 2   | AUT Ret | NED 3  | GER 2   | 5.º  | 101 |
| 2000  | Ducati | AUS 23  | JPN 18  | GBR Ret | ITA 6  | GER 2   | SMR Ret | SPA 18  | EUR 7   | NED 1   | GER 4  | GBR Ret | 7.º  | 77  |

### Campeonato Mundial de Superbikes

#### Carreras por año
(Carreras en negrita indica pole position, carreras en cursiva indica vuelta rápida)
| Temp. | Moto   | 1       | 1       | 2      | 2      | 3       | 3       | 4       | 4       | 5       | 5       | 6       | 6       | 7       | 7       | 8       | 8       | 9       | 9       | 10      | 10      | 11      | 11      | 12      | 12      | 13      | 13      | 14    | 14      | Pos  | Pts |
| Temp. | Moto   | R1      | R2      | R1     | R2     | R1      | R2      | R1      | R2      | R1      | R2      | R1      | R2      | R1      | R2      | R1      | R2      | R1      | R2      | R1      | R2      | R1      | R2      | R1      | R2      | R1      | R2      | R1    | R2      | Pos  | Pts |
| ----- | ------ | ------- | ------- | ------ | ------ | ------- | ------- | ------- | ------- | ------- | ------- | ------- | ------- | ------- | ------- | ------- | ------- | ------- | ------- | ------- | ------- | ------- | ------- | ------- | ------- | ------- | ------- | ----- | ------- | ---- | --- |
| 1998  | Suzuki | AUS     | AUS     | GBR    | GBR    | ITA     | ITA     | SPA     | SPA     | GER 15  | GER 16  | SMR     | SMR     | RSA     | RSA     | USA     | USA     | EUR     | EUR     | AUT     | AUT     | NED     | NED     | JPN     | JPN     |         |         |       |         | 51.º | 1   |
| 2001  | Ducati | SPA Ret | SPA 8   | RSA 9  | RSA 5  | AUS Ret | AUS C   | JPN 18  | JPN 22  | ITA Ret | ITA 6   | GBR 7   | GBR 10  | GER 19  | GER 6   | SMR 10  | SMR 6   | USA 7   | USA 10  | EUR 6   | EUR 12  | GER 2   | GER 1   | NED 2   | NED 2   | ITA 1   | ITA 2   |       |         | 6.º  | 236 |
| 2002  | Ducati | SPA 5   | SPA Ret | AUS 3  | AUS 3  | RSA 3   | RSA 2   | JPN Ret | JPN 9   | ITA 6   | ITA Ret | GBR 8   | GBR 3   | GER 3   | GER 3   | SMR Ret | SMR Ret | USA 2   | USA 19  | GBR 5   | GBR 6   | GER Ret | GER 5   | NED 4   | NED Ret | ITA 3   | ITA 3   |       |         | 6.º  | 249 |
| 2003  | Ducati | SPA 2   | SPA 2   | AUS 2  | AUS 2  | JPN 4   | JPN 4   | ITA 7   | ITA Ret | GER Ret | GER 5   | GBR 3   | GBR 3   | SMR 1   | SMR 1   | USA Ret | USA 1   | GBR Ret | GBR 4   | NED 1   | NED 2   | ITA 1   | ITA 1   | FRA 2   | FRA 1   |         |         |       |         | 2.º  | 386 |
| 2006  | Ducati | QAT 15  | QAT 10  | AUS 7  | AUS 8  | SPA 7   | SPA Ret | ITA Ret | ITA 15  | EUR 4   | EUR 7   | SMR 9   | SMR 9   | CZE Ret | CZE 14  | GBR 10  | GBR 10  | NED Ret | NED 5   | GER 15  | GER 9   | ITA Ret | ITA Ret | FRA DNS | FRA     |         |         |       |         | 14.º | 103 |
| 2007  | Ducati | QAT 10  | QAT 9   | AUS 7  | AUS 6  | EUR Ret | EUR 4   | SPA 1   | SPA 4   | NED 3   | NED Ret | ITA 12  | ITA 13  | GBR 9   | GBR C   | SMR 8   | SMR 7   | CZE 12  | CZE 10  | GBR 4   | GBR 6   | GER 12  | GER 6   | ITA Ret | ITA 6   | FRA 8   | FRA 10  |       |         | 6.º  | 201 |
| 2008  | Ducati | QAT 4   | QAT 2   | AUS 4  | AUS 4  | SPA Ret | SPA 7   | NED 16  | NED 4   | ITA Ret | ITA 7   | USA 14  | USA Ret | GER 6   | GER 8   | SMR 4   | SMR 1   | CZE Ret | CZE Ret | GBR DNS | GBR DNS | EUR Ret | EUR 8   | ITA Ret | ITA 12  | FRA Ret | FRA 5   | POR 9 | POR Ret | 10.º | 178 |
| 2009  | BMW    | AUS 19  | AUS 11  | QAT 13 | QAT 10 | SPA 13  | SPA 16  | NED 14  | NED 11  | ITA 7   | ITA 9   | RSA Ret | RSA Ret | USA 21  | USA 16  | SMR 14  | SMR 16  | GBR 15  | GBR 9   | CZE Ret | CZE DNS | GER     | GER     | ITA 12  | ITA 13  | FRA 11  | FRA 12  | POR 8 | POR Ret | 17.º | 74  |
| 2010  | BMW    | AUS DNS | AUS DNS | POR 10 | POR 12 | SPA 12  | SPA 11  | NED Ret | NED 10  | ITA 6   | ITA Ret | RSA 14  | RSA 11  | USA 10  | USA 11  | SMR Ret | SMR Ret | CZE 5   | CZE Ret | GBR 17  | GBR 11  | GER 7   | GER 9   | ITA 12  | ITA 9   | FRA Ret | FRA DNS |       |         | 15.º | 96  |
| 2011  | Honda  | AUS 16  | AUS 10  | EUR 12 | EUR 10 | NED 8   | NED 14  | ITA 15  | ITA 12  | USA Ret | USA 18  | SMR 11  | SMR 8   | SPA 16  | SPA Ret | CZE Ret | CZE DNS | GBR     | GBR     | GER     | GER     | ITA 17  | ITA 11  | FRA DNS | FRA DNS | POR     | POR     |       |         | 17.º | 49  |

## Galería de fotos
|                                                |
| Rubén Xaus en el Circuito Brands Hatch en 2007 |

|                                                           |
| Rubén Xaus nuevamente en el Circuito Brands Hatch en 2007 |

|                                                                          |
| BMW S1000R de Rubén Xaus en el circuito valenciano Ricardo Tormo en 2008 |

|                                                |
| Rubén Xaus, circuito de Donington Park en 2005 |